# 呂布Karma
呂布Karma（呂布カルマ, Ryoff Karma，1983年1月7日—）是一位日本饒舌歌手和电视名人。他出生于大阪府西宫市，目前生活和工作在爱知县名古屋市。

## 簡歷
呂布Karma於1983年1月7日出生，2005年毕业于名古屋艺术大学美术学部插画专业。 大学期间曾立志成为漫画家，但毕业后决定成为一名饶舌歌手。
从2004年起活跃于地下嘻哈音乐界，2015年起在主要的饶舌比赛中屡获冠军和亚军。2016年辞去工作，正式成为全职饶舌歌手。
2017年，他首次亮相朝日电视台的饶舌对决节目《FREESTYLE DUNGEON》，吸引了全国嘻哈音乐爱好者的关注。2022年，他出演了日本公共广告机构(AC JAPAN)的广告《宽容的饶舌》，进一步提高了他在嘻哈音乐界以外的知名度。
2023年，他作为艺人崭露头角，在2023年度的「本年度最突破艺人排行榜」中排名第八。

## 作品
专辑
- 2009: 《13 shit》 (JET CITY PEOPLE)
- 2010: 《四次元HIP-HOP》 (JET CITY PEOPLE)
- 2011: 《STRONG》 (JET CITY PEOPLE)
- 2014: 《The Cool Core》 (JET CITY PEOPLE)
- 2016: 《A New Misunderstanding (with p1 a.k.a. 2g)》 (JET CITY PEOPLE)
- 2018: 《SUPERSALT》 (JET CITY PEOPLE)
- 2021: 《Be kenja》 (JET CITY PEOPLE)

单曲
- 2016/03/02: 《BACKBONE feat. NAIKA MC, MC CARDZ, Ryoff Karma & RITTO》[8]
- 2018/12/30: 《眉唾》[9]
- 2019/04/13: 《SAMSAVANNA》[10]
- 2019/08/27: 《深蓝色》[11]
- 2020/01/07: 《NEW VALUE》[12]
- 2020/06/20: 《烏天狗》[13]
- 2022/05/14: 《Lucky Boy, Lucky Girl》[14]
- 2023/04/20: 《泰然自若》[15]
- 2023/11/09: 《Forever Fresh Ecstasy Moment》[16]
- 2024/10/17: 《δ(Delta) Prod.by Shozi it, MONJOE Presented by 洋馬》[17]
- 2024/06/20: 《on the earth》LINKL PLANET（日语：LINKL PLANET） feat.呂布Karma[18]
- 2024/08/30: 《NARIYAMA NIGHT》B.O.C (SAM & DJ KOO（日语：DJ KOO） feat.呂布Karma,Ry-lax,DJ CHARI & 小室哲哉)[19]